# 시대의 소음
《시대의 소음》(영어: The Noise of Time)은 줄리언 반스의 2016년 장편소설이다. 스탈린 치하에서 활동했던 러시아 음악가 드미트리 쇼스타코비치의 삶을 그려낸 소설로, 음악사에서 가장 극적인 일생을 살아간 거장의 내면으로 들어가 거대한 권력 앞에 선 힘없는 한 인간의 삶을 심도 깊게 그려낸 작품이다. 대한민국에는 다산책방에서 송은주 번역으로 출간되었다.